# Rio Cerna (Olteţ)
O Rio Cerna é um rio da Romênia, afluente do Olteţ, localizado no distrito de Vâlcea.